# Ines Koch
Ines Koch (früher Ines Anger-Koch bzw. Ines Schneider, * 7. Juni 1971 in Eggenburg) ist eine österreichische Politikerin (ÖVP). Sie war von 2011 bis 2015 Landtagsabgeordnete und Gemeinderätin der ÖVP Wien.

## Leben
Koch besuchte zwischen 1977 und 1981 die Volksschule Eggenburg und wechselte danach bis 1986 an die Sacre Coeur in Pressbaum. Im Anschluss absolvierte sie die HBLA Strassergasse in Wien-Döbling, wo sie 1991 die Matura ablegte. Sie begann danach ein Studium der Politikwissenschaft sowie Publizistik- und Kommunikationswissenschaft, das sie 1996 mit dem akademischen Grad Mag. Phil. abschloss. 1999 erwarb sie die Konzessionsprüfung für das Gewerbe der Beförderung von Gütern.
Bereits während ihres Studiums arbeitete Koch im elterlichen Betrieb (Fa. Oemako Lagerbetriebs- und Transport GesmbH) mit. 1997 wechselte sie zur ÖVP Wien, wo sie im Bereich Marketing und Projektmanagement tätig war. 1998 bis 1999 war sie Junior Consult in der Öffentlichkeitsarbeit (Hesse & Partner Kommunikation PR-Firma), bis sie 1999 wieder in den elterlichen Betrieb wechselte. Bis 2009 war sie Gesellschafterin und handelsrechtliche Geschäftsführerin der Firma Oemako.
Ines Koch hat ein Kind.

## Politik
Koch engagierte sich insbesondere in den wirtschaftsnahen Organisationen der ÖVP. So war sie Mitglied in der Jungen Industrie, im Wirtschaftsbund und stellvertretende Obfrau der NÖ Spediteure in der Wirtschaftskammer NÖ, Ausschussmitglied der Spediteure in der Wirtschaftskammer Österreich und stellvertretende Vorsitzende im Nutzerbeirat Europpass/ASFINAG. Am 18. November 2005 vertrat sie die ÖVP erstmals im Wiener Landtag und Gemeinderat. In der 18. Gesetzgebungsperiode war sie Mitglied im Ausschuss für „Bildung, Jugend, Information und Sport“. Ab 2011 war sie in der 19. Gesetzgebungsperiode wieder Landtagsabgeordnete und Gemeinderätin der ÖVP Wien und Mitglied im Ausschuss für „Bildung, Jugend, Information und Sport“.